# Колесов, Александр Александрович (лесовод)
Александр Александрович Колесов (по другим данным — Александр Андреевич Колесов; 1837 — 20 февраля 1901 года) — русский сельский педагог, изобретатель Меча Колесова.

## Биография
После окончания естественного отделения Физико-математического факультета Московского университета (1861) занимался сельским хозяйством, управляя частными имениями в Нижегородской и Пензенской губерниях. Затем слушал лекции в Петровской сельскохозяйственной академии (1870—1873). С 1873 года он — старший преподаватель растениеводства и ботаники Харьковского земледельческого училища, с 1882 года — его директор (предшественником Колесова на этом посту был Юревич Пий Матвеевич действ. статс. советник). При училище был лесной рассадник, на работы в котором отводилось до 12 % учебного времени учеников училища. Сеянцы сосны сажали с помощью сконструированного А. А. Колесовым орудия, которое впоследствии получило название «сажальный меч Колесова».
В 1996 году образовавшийся лесопарк был объявлен достопримечательностью природы с соответствующим природоохранным статусом. Этот лесопарк стал своеобразным памятником инициативному организатору подготовки специалистов для сельского хозяйства лесоводу А. А. Колесову.
Вместе с женой похоронен на кладбище харьковского земледельческого училища.